# Eva Greenová
Eva Greenová (rodným jménem Eva Gaëlle Green, * 6. července 1980 v Paříži, Francie) je francouzská herečka, známá rolemi z Bertolucciho snímku Snílci a filmové bondovky Casino Royale, kde Jamese Bonda ztvárnil Daniel Craig.
Pochází z rodiny zubaře Waltera Greena, švédského původu, a francouzské herečky alžírského původu Marlene Jobertové. Má sestru, dvojvaječné dvojče Joy.

## Životopis
Narodila se v Paříži, o dvě minuty dříve než její dvouvaječné dvojče, sestra Joy (Johanne). Díky svému otci je pravnučkou francouzského hudebního skladatele Paula Le Flema. Její matka se narodila v Alžírsku a je židovka. Green byla vychována bez náboženské víry a řekla: "Cítím se jako občan světa. Život a film nemá hranic." Vyrostla v pařížském sedmnáctém okrsku, kde navštěvovala Americkou školu v Paříži. Svou rodinu popsala jako "buržoazní" a řekla, že její sestra je od ní velmi odlišná. Green měla původně tmavě blonďaté vlasy, než si je v patnácti letech obarvila na černo. Francouzsko-švédská herečka Marika Green je její teta a zpěvačka Elsa Lunghini je její sestřenice.
Ve Francii navštěvovala a absolvovala Americkou univerzitu v Paříži, anglicky mluvící instituci a také trávila čas mezi Ramsgate, Londýnem a Irskem. Ve škole byla tichá a klidná a v sedmi letech při návštěvě Louvru se u ní projevil zájem o egyptologii. Ve čtrnácti letech se rozhodla stát herečkou poté, co viděla Isabelle Adjani ve filmu Příběh Adély H.. Její matka se zpočátku obávala, že herecká kariéra by byla trochu moc pro její citlivou dceru, ale později začala podporovat ambice mladé Evy.

## Osobní život
Považuje se za zdrženlivou od společnosti: "Když mě lidé poprvé potkají, shledávají, že jsem k nim chladná. Udržuji si od ostatních určitý odstup a to je důvod, proč mě tak přitahuje herectví. Umožňuje mi nosit masku." Eva podporuje UNICEF. Je ateistka. Při natáčení filmu Království nebeské se seznámila a posléze i chodila s novozélandským hercem Martonem Csokasem. Pár se ale v roce 2009 rozešel.
Projevila zájem navrátit se k divadlu. Řekla, že nemá žádné plány pracovat v Hollywoodu, protože: "Problém s Hollywoodem je ten, že studia jsou velmi silná, mají o hodně větší moc než režiséři. Mojí ambicí teď je prostě najít dobrý scénář." Dodala, že by se tam mohla dostat do škatulky osudových žen.
V roce 2007 byla časopisem Empire zvolena jako šestá nejpřitažlivější filmová hvězda všech dob. Magazín Empire také umístil její postavu Vesper Lynd (z filmu Casino Royale) jako devátou nejpřitažlivější ženskou hrdinku v historii filmu. V roce 2011 ji magazín Los Angeles Times umístil na osmnáctém místě v seznamu 50 nejkrásnějších žen ve filmu.

## Filmografie
| Rok  | Název                                          | Role                          | Poznámky |
| ---- | ---------------------------------------------- | ----------------------------- | --- |
| 2003 | Snílci                                         | Isabelle                      | Nominována – European Film Awards v kategorii nejlepší herečka |
| 2004 | Arsen Lupin - zloděj gentleman                 | Clarisse de Dreux-Soubise     | |
| 2005 | Království nebeské                             | Sibylla                       | Nominována - Teen Choice Awards za nejlepší filmový polibek (společně s Orlandem Bloomem Nominována - Teen Choice Awards za nejlepší milostnou scénu ve filmu (společně s Orlandem Bloomem |
| 2006 | Casino Royale                                  | Vesper Lynd                   | Cena BAFTA v kategorii Vycházející hvězda Empire Award v kategorii nejlepší nováček Nominována – Saturn Award za nejlepší herečku ve vedlejší roli Nominována – National Movie Awards za nejlepší ženský herecký výkon Nominována – Irish Film and Television Awards v kategorii nejlepší mezinárodní herečka |
| 2007 | Zlatý kompas                                   | Serafina Pekkala              | |
| 2009 | Franklyn                                       | Emilia / Sally                | |
| 2009 | Trhliny                                        | Miss G                        | |
| 2010 | Lůno                                           | Rebecca                       | |
| 2011 | Perfect Sense                                  | Susan                         | |
| 2011 | Camelot                                        | Morgan Pendragon              | TV seriál |
| 2012 | Temné stíny                                    | Angelique Bouchard            | |
| 2014 | 300: Vzestup říše                              | Artemisia                     | |
| 2014 | Sin City: Ženská, pro kterou bych vraždil      | Ava Lord                      | |
| 2016 | Sirotčinec slečny Peregrinové pro podivné děti | slečna Alma LeFay Peregrinová | |
| 2017 | Podle skutečné události                        | Elle                          | |
| 2017 | Euforie                                        | Emilie                        | |
| 2019 | Dumbo                                          | Colette Marchant              | |
| 2019 | Proxima                                        | Sarah                         | |
| 2022 | Nocebo                                         | Christine                     | |
| 2023 | Tři mušketýři: D'Artagnan                      | Milady de Winter              | |
| 2023 | Tři mušketýři: Milady                          | Milady de Winter              | |